# 开放生命之树
开放生命之树（英語：Open Tree of Life）是一个在线的基于系统发生学的生命之树，一项由美国国家科学基金会资助的合作项目。包括230万个物种在内的初稿于2015年9月发布。